# باشگاه والیبال پیام خراسان
باشگاه والیبال پیام خراسان یک باشگاه والیبال ایرانی است که در مشهد تأسیس شد. این تیم دو فصل در لیگ برتر والیبال ایران بازی می‌کرد و در سال ۱۳۹۷ به مقام سوم مسابقات دست یافت.
نهایتاً این باشگاه به دلیل انبوه بدهی‌ها از جدول لیگ برتر والیبال مردان ایران ۱۳۹۹ کنار گذاشته شد.

## بازیکنان
- سعید مصطفی وند
- سید امین علوی
- شهروز همایونفر
- مجتبی یوسفی
- سیدمحمد موسوی
- عرفان علی‌نژاد
- علی حاجی پور
- محمدرضا بیک
- حسن صنوبر
- مجتبی شبان
- بهرام فرید